# Canteria
Canteria — рід грибів родини Endochytriaceae. Назва вперше опублікована 1971 року.

## Класифікація
До роду Canteria відносять 1 вид:
- Canteria apophysata